# نیو شیدی گروو (آرکانزاس)
نیو شیدی گروو (به انگلیسی: New Shady Grove) یک منطقهٔ مسکونی در ایالات متحده آمریکا است که در شهرستان سنت فرانسیس، آرکانزاس واقع شده‌است. نیو شیدی گروو ۶۳٫۰۹ متر بالاتر از سطح دریا واقع شده‌است.